# Cyperus diwakarii
Cyperus diwakarii là loài thực vật có hoa trong họ Cói. Loài này được Wad.Khan & Solanke mô tả khoa học đầu tiên năm 2006.